# 何塞·卡纳莱哈斯·门德斯
何塞·卡纳莱哈斯·门德斯（西班牙語：José Canalejas Méndez，1854年7月31日—1912年11月12日) ，西班牙律师，自由党政治人物。曾任发展大臣、财政大臣、公共工程大臣，众议院议长等职位。1911年-1912年担任首相，任期内遭到无政府主义者刺杀身亡。

## 早年生活
1854年7月31日出生于西班牙加利西亚自治区拉科鲁尼亚省费罗尔。父亲是铁路工程师，也是一位报刊编辑。卡纳莱哈斯年少时聪颖过人，十岁时他从法语翻译并出版了一部名为《路易斯和年轻流亡者》的小说。十一岁时就成为当地政论刊物的记者。此后随家人迁往马德里生活。1867年10月就读于圣伊西德罗学院。
1871年毕业于马德里中央大学，获法学学士学位。1872年获得哲学硕士学位。1873年，他担任助教，但因两次反对校方失败而辞职。此后他加入了从马德里到雷亚尔城和巴达霍斯的铁路公司，在那里他担任了书记的职务，并在与其他西班牙铁路公司的诉讼中为该公司辩护。

## 步入政坛
早年支持社会自由主义，但随着波旁王朝复辟，他转向了萨加斯塔领导的自由党。自1881年以来，他多次当选国会众议院议员。1881年-1884年担任众议院索里亚省索里亚市议员。1884年-1886年担任众议院索里亚省阿格雷达市议员。1886年-1890年担任众议院加的斯省阿尔赫西拉斯市议员。1891年直至去世，他担任众议院阿利坎特省阿尔科伊市议员。
在担任众议院的同时，他也在萨加斯塔内阁中多次任职。1888年6月-12月担任发展大臣。1888年12月-1890年1月担任恩典与司法大臣。期间他与多家出版物合作，例如《民主》。1893年，他收购了颇具影响力的报纸《马德里先驱报》，他把它变成了自己发表政论的途径。1894年12月-1895年3月担任财政大臣。
1897年，他担心古巴的局势，前往该岛获取有关问题的第一手资料。他加入了西班牙军队，成为一名志愿者，并穿着当时的条纹西装。他像其他士兵一样战斗，并获得了带有红色徽章的军功十字勋章。获取足够的信息后，他就回到西班牙，向萨加斯塔展示了他的经历，而萨加斯塔无视了他的建议。1898年，美西战争爆发、西班牙大败，并失去了绝大部分的海外殖民地。战败后，他于1902年创立了自己的政党——自由民主党，作为捍卫民主理念和政教分离的左翼领袖而脱颖而出。此后1902年3月-5月担任农工商与公共工程大臣。1906年1月-1907年3月担任国会众议院议长。

## 担任首相
在暂时平息了自由党内部斗争的之后，他在1910年2月9日当选首相。在此期间他推动了许多改革计划：废除消费税，建立义务兵役制，推行政教分离等等。1911年他随国王阿方索十三世访问摩洛哥，下令占领拉腊什、阿尔西拉和凯比尔堡，以抗议法国对非斯的占领。在他遇刺后不久，西班牙与法国的谈判将促成西班牙和法国在摩洛哥建立一个联合保护国。
他废除了消费税，改进了社会立法，并试图通过与加泰罗尼亚民族主义者合作，通过联邦项目来解决加泰罗尼亚问题。在公共秩序上，他不得不使用武力镇压1911 年未遂的共和起义和1912年的铁路工人罢工。

## 遇刺身亡
在担任首相后，他获得了警察的全天候保护。但他并不喜欢被警察包围的感觉，经常让他们离开，自己独自行动。 1912年11月12日上午，他在马德里太阳门大街29 号（现为6号）的圣马丁书店的橱窗前，被无政府主义者曼努埃尔·帕迪尼亚斯·塞拉诺暗杀，时年58岁。护送的警察没有及时做出反应以挽救卡纳莱哈斯的生命。刺客随后自杀身亡。
他的遇刺使得西班牙的政治改革化为泡影。这些改革本来可以将现有政权转变为真正的民主政体，从而结束酋长制和选举舞弊。从那时起，自由党陷入了长期的领导权争夺之中。西班牙的政治体系也陷入了深度衰退，这将引发所谓的“复辟危机”。
他被谋杀的后果之一是警察部门的重组，其中包括成立了西班牙国家安全总局。
许多人参加了他的葬礼，例如罗马诺内斯伯爵，以及自由主义者阿尔胡塞马斯侯爵曼努埃尔·加西亚·普列托。何塞·卡纳莱哈斯被安葬在万神殿中，毗邻阿托查圣母圣殿。
1912年，西班牙制作了一部关于他遇刺的纪录片《唐·何塞·卡纳莱哈斯的遇刺与安葬》。由恩里克·布兰科和阿德拉多·费尔南德斯·阿里亚斯执导，这是演员何塞·伊斯伯特在26岁时出演的第一部电影。

## 学术生涯
他的政治生涯也伴随着漫长的思想历程。他担任文学教授。1875年，他出版了两卷本《拉丁文学课程笔记》。1878年，他出版了《比较议会法》一书。1910年出版了《西班牙皇家特许权使用费用研究》一书。他还与媒体合作并举办了许多会议，是一位伟大的演说家。此外，他在1898年-1900年担任西班牙皇家体操协会主席。1900年当选西班牙皇家道德和社会科学院院士。1904年当选西班牙皇家学会会员，但他没有接受。
卡纳莱哈斯自称是天主教徒。他在自己的家里有一座小教堂。但是作为自由主义者，他却倡导政教分离以及社会世俗化。

## 荣誉
- 海军十字勋章
- 军功十字勋章
- 公民慈善勋章
- 卡洛斯三世勋章
- 意大利圣莫里斯和拉撒路勋章
- 比利时狮子勋章
- 摩纳哥圣查尔斯勋章
- 玻利维亚国民勋章
- 西班牙皇家道德和社会科学院院士（1900）